# John Henry Bowen
John Henry Bowen, född 1780 i Washington County i Virginia, död 25 september 1822 i Gallatin i Tennessee, var en amerikansk politiker (demokrat-republikan). Han var ledamot av USA:s representanthus 1813–1815.
Bowen studerade juridik och var därefter verksam som advokat i Gallatin i Tennessee. Efter en mandatperiod i representanthuset återvände han till sin advokatpraktik i Gallatin.